# 加納みゆき
加納 みゆき（かのう みゆき、1961年〈昭和36年〉9月5日 - ）は、日本の元女優。

## 人物・略歴
富山県出身。富山県立高岡高等学校を経て津田塾大学を卒業。卒業論文のテーマは「日本映画における国際性の一考察」。
「優勝賞品のハワイ旅行目当て」で出場したという東映主催の第1回「ミス映画村コンテスト」に中部地区代表で選抜され準ミス映画村に選ばれ芸能界デビュー。
代表作はNHK朝の連続テレビ小説・『都の風』（1986年度下半期）。映画・ドラマ・バラエティー等に活躍した。
プロ野球は阪神ファンであることを公言していたことがある（1984年当時）。

## 出演

### テレビドラマ
- 大奥 第25話「過去のある女」（1983年、関西テレビ） - 花 役
- 特捜最前線 （テレビ朝日）
  - 第331話「小さな紙吹雪の叫び!」（1983年9月28日）
  - 第421話「人妻を愛した刑事!」（1985年6月26日）
- 銭形平次 第872話「赤鞘の謎」（1983年、フジテレビ/東映）
- 時代劇スペシャル「どくろ銭」（1984年、フジテレビ/オフィス・ヘンミ）
- 弐十手物語 第10話「女の甘い罠」（1984年、フジテレビ/東映）
- 暴れん坊将軍II（テレビ朝日/東映）
  - 第65話「男無用 む組の喧嘩!」（1984年） - お新
  - 第109話「涙が仇のあで化粧!」（1985年） - 小鈴
- 影の軍団IV 第7話（1985年、関西テレビ/東映）
- 都の風（1986年 - 1987年、NHK総合 連続テレビ小説） - 主演・竹田（吉野）悠
- 火曜サスペンス劇場（日本テレビ系）
  - 浅見光彦ミステリー2 天城峠殺人事件 （1987年12月1日）- 小松朝美 役
  - 吉備路殺人事件（1989年5月23日、近代映画協会）- 草西英 役
- 長七郎江戸日記 第2シリーズ スペシャル「千姫有情、母ありき」（1988年1月5日放送、日本テレビ系/ユニオン映画）- 勝姫 役
- 織田信長（1989年、TBS） - お市 役
- ゴリラ・警視庁捜査第8班（1989年、テレビ朝日、第1話 - 第30話まで）- 高峰淳子 役
- 源義経（1990年、TBS） - 巴御前 役
- 山村美紗サスペンス「伏見初うま殺人事件」『札束の罠』（1990年4月、関西テレビ系 / 東映） - 山田ルリ子 役
- 天と地と〜黎明編（1990年4月20日、日本テレビ系 / ニュー・センチュリー・プロデューサーズ） - 松江 役
- 銭形平次 (北大路欣也版) 第1シリーズ 第12話「土蔵の中」（1991年、フジテレビ）- お蝶 役
- 腕におぼえあり 第1シリーズ 第4話「夜鷹斬り」（1992年、NHK総合） - お杉 役
- HOTEL 第3シリーズ 第15話「ホテルの味!?」（1994年7月14日、TBS / 近藤照男プロダクション）- 柿沢 役
- 土曜ワイド劇場（テレビ朝日）
  - 「温泉若おかみの旅情殺人推理」（1994年）- 小泉珠美 役
  - 「松本清張特別企画・黒革の手帖」（1996年）- 叡子 役
- もう我慢できない!（1996年、関西テレビ / G・カンパニー）
- 月曜ドラマスペシャル「ホステス探偵危機一髪4」（2002年、TBS） - 沢田加代子 役

### 映画
- 櫂（1985年）- 小夜子 役
- 人間の砂漠（1990年)  - 島村朋子 役
- 将軍家光の乱心 激突（1989年） - 矢島局 役
- 肉体の門（1988年） - 菅マヤ 役

### その他のテレビ番組
- 第37回NHK紅白歌合戦（1986年12月31日、NHK総合・ラジオ第1） - 審査員

### CM
- 国鉄→JR西日本（1987年）発足PR
- 統一地方選挙
- JT（1990年アグリ事業）

### ラジオ
- 加納みゆきのエネルギー・サロン（2001年、青森放送ラジオ / FM青森）